# Бортновское сельское поселение
Бортновское се́льское поселе́ние — муниципальное образование в Залегощенском районе Орловской области Российской Федерации.
Административный центр — деревня Алёшня.

## История
Статус и границы сельского поселения установлены Законом Орловской области от 03 сентября 2004 года N 424-ОЗ «О статусе, границах и административных центрах муниципальных образований на территории Залегощенского района Орловской области».

## Население
| 2010 | 2012 | 2013 | 2014 | 2015 | 2016 | 2017 |
| ---- | ---- | ---- | ---- | ---- | ---- | ---- |
| 672  | ↘633 | ↘625 | ↘620 | ↘589 | ↘583 | ↘577 |
| 2018 | 2019 | 2020 | 2021 | 2023 |      |      |
| ↘563 | ↘559 | ↘556 | ↘440 | ↗448 |      |      |

## Состав сельского поселения
| №  | Населённый пункт | Тип населённого пункта          | Население |
| -- | ---------------- | ------------------------------- | --------- |
| 1  | Алёшня           | деревня, административный центр | ↘493      |
| 2  | Бортное          | село                            | 0         |
| 3  | Бритики          | деревня                         | 0         |
| 4  | Бычки            | деревня                         | 5         |
| 5  | Грачёвка         | хутор                           | 1         |
| 6  | Гусево           | деревня                         | 1         |
| 7  | Заброды          | деревня                         | 1         |
| 8  | Зыбино           | деревня                         | ↘56       |
| 9  | Ленинский        | посёлок                         | 0         |
| 10 | Малое Очкасово   | деревня                         | 0         |
| 11 | Найденка         | деревня                         | 1         |
| 12 | Никольский       | посёлок                         | 0         |
| 13 | Новая Жизнь      | деревня                         | 0         |
| 14 | Плаутино         | деревня                         | 4         |
| 15 | Становое         | деревня                         | ↘105      |
| 16 | Сухарево         | деревня                         | 1         |